# De Opdracht (Drachten)
De Opdracht is een voormalig kerkgebouw in Drachten in de Nederlandse provincie Friesland.

## Beschrijving
Het gebouw werd niet als zodanig gebouwd. Het was tot en met 1976 de werk- en opslagplaats van regenkledingfabriek RIA (Regenkleding Industrie Amsterdam). Zij verliet na desastreuze financiële cijfers het gebouw, nadat het personeel enige tijd het gebouw bezet had gehouden. De gereformeerde gemeente Drachten kocht het gebouw aan en liet het casco grotendeels intact, maar het werd op uitgebreide schaal door vrijwilligers heringericht als kerkelijk centrum (kerk, zalencentrum en vanaf 1983 een kerktoren met luidklok).
Orgelbouwer Hendrik Strubbe uit Vinkeveen had al in 1963 een deel van het pijpwerk gekocht dat afkomstig was uit de Grote of Johannes de Doperkerk te Wijk bij Duurstede en in 1873 was geleverd door de firma Maarschalkerweerd & Zoon. Het pijpwerk werd door Strubbe voorzien van een nieuwe orgelkast in moderne vormgeving en in 1977 geplaatst in De Opdracht. In 1985 is door orgelbouwer Sybe Haarsma uit Drachten de Prestant 8' met het groot octaaf volledig gemaakt. Daarvoor was het groot octaaf van de Prestant 8 gecombineerd met de Holpijp 8'. De Opdracht is in 1997 gesloten, waarna het orgel is verkocht aan de Immanuëlkerk in Noordbergum.
De Gereformeerde Kerk van Drachten verving in 1997 haar drie kerken (Fonteinkerk, Noorderkerk en De Opdracht) door de nieuw gebouwde kerk De Oase aan de Ringweg. De Opdracht werd in 2002 gesloopt en in 2004 werd op de voormalige locatie het winkelcentrum 'Noorderpoort' opgeleverd.

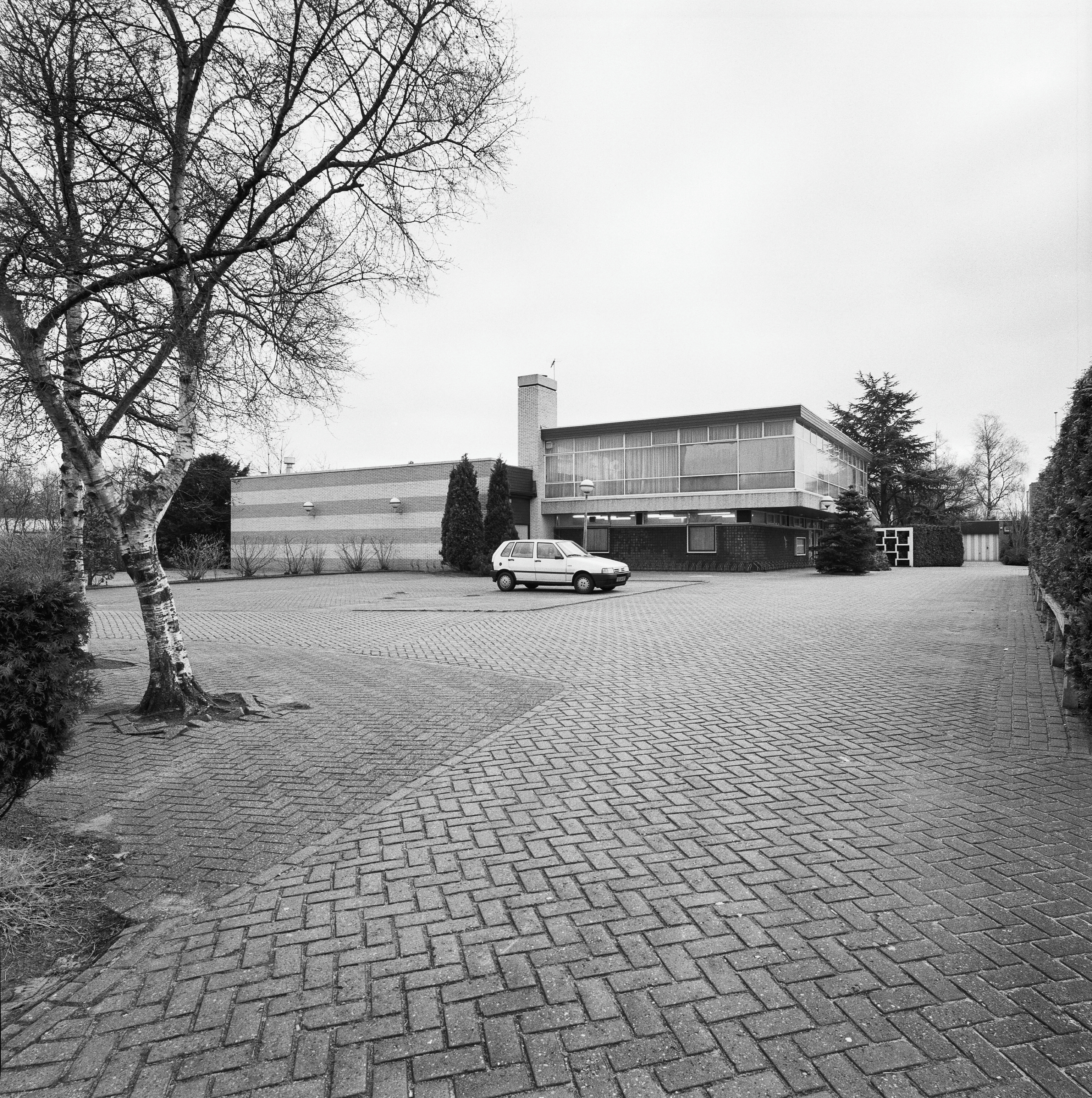
Exterieur (1994)
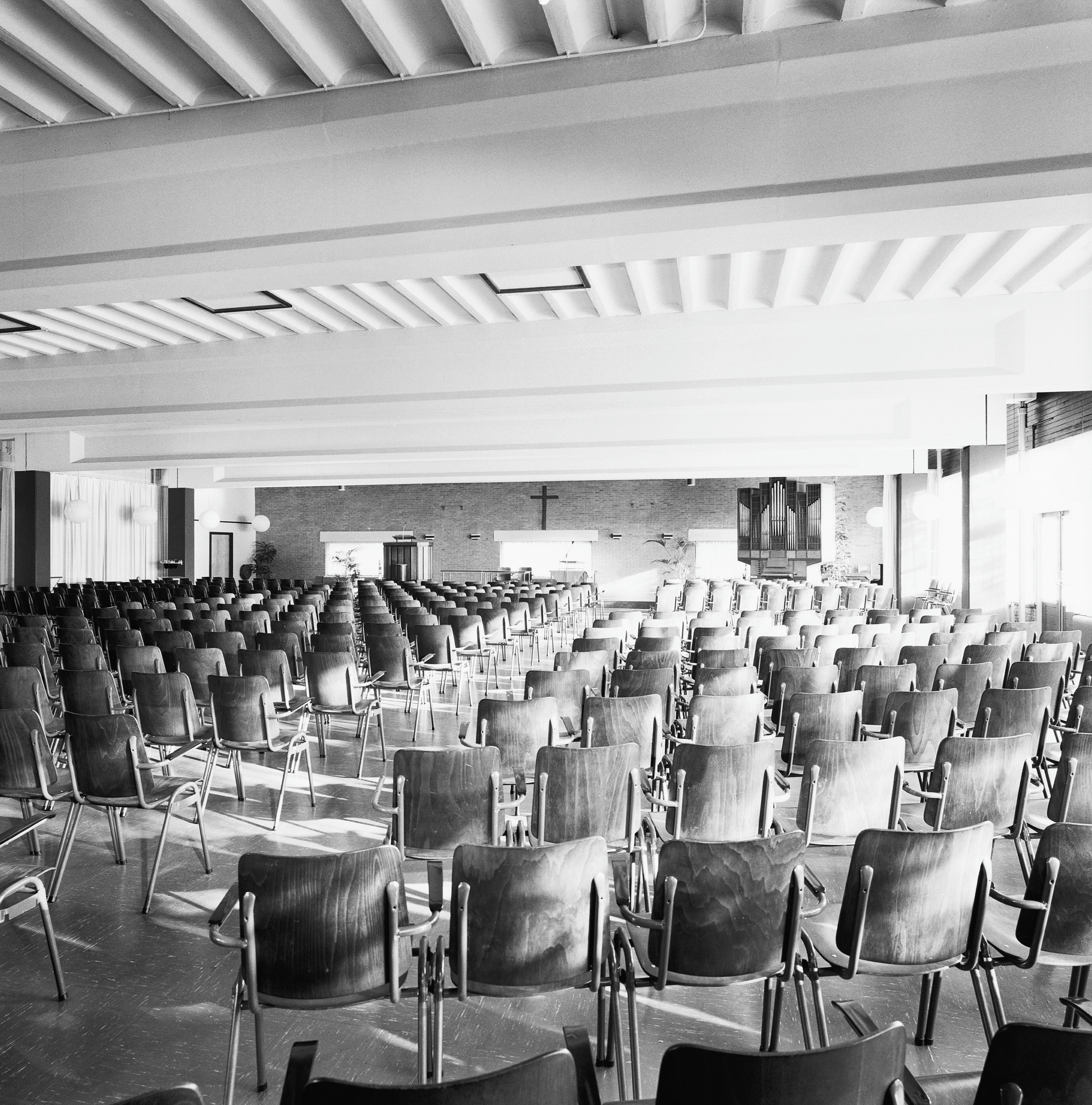
Interieur met orgel